# Relations entre la Chine et le Népal
La relation entre le Népal et la Chine, amicale, est définie par le Traité sino-népalais de paix et d'amitié signé le 28 avril 1960 par les deux pays. Elles sont stimulées lorsque les deux pays résolvent les différends frontaliers le long de la frontière sino-népalaise en signant l'accord de frontière sino-népalais le 21 mars 1960, faisant du Népal le premier pays voisin de la Chine à accepter et à ratifier un traité frontalier avec elle. Les gouvernements du Népal et de la Chine ratifient le traité d'accord frontalier le 5 octobre 1961. À partir de 1975, le Népal maintient une politique d'équilibrage de l'influence concurrente de la Chine et de l'Inde, les deux seuls voisins du pays himalayen après l'annexion du Royaume du Sikkim par l'Inde en 1975,. Au XXIe siècle, la Chine cherche à intégrer l' ASACR (Association Sud-Asiatique pour la Coopération Régionale) et en devient membre observateur en 2006. Le projet d'intégration de l'ASACR par la Chine est soutenu par le Népal. Depuis 1975, l'Inde reste  l'une des principales sources d'envoi de fonds au Népal,. À partir du montant des envois de fonds au Népal des migrants népalais travaillant en Inde (s'élevant à près de 0,8 milliard de dollars par an), le gouvernement du Népal estime que l'Inde compte environ 1 million de travailleurs migrants népalais, alors que le nombre de Népalais en Chine est très petit (3500 sur le continent et 15 950 à Hong Kong)  en 2017.

## Le Népal, le Tibet et la Chine

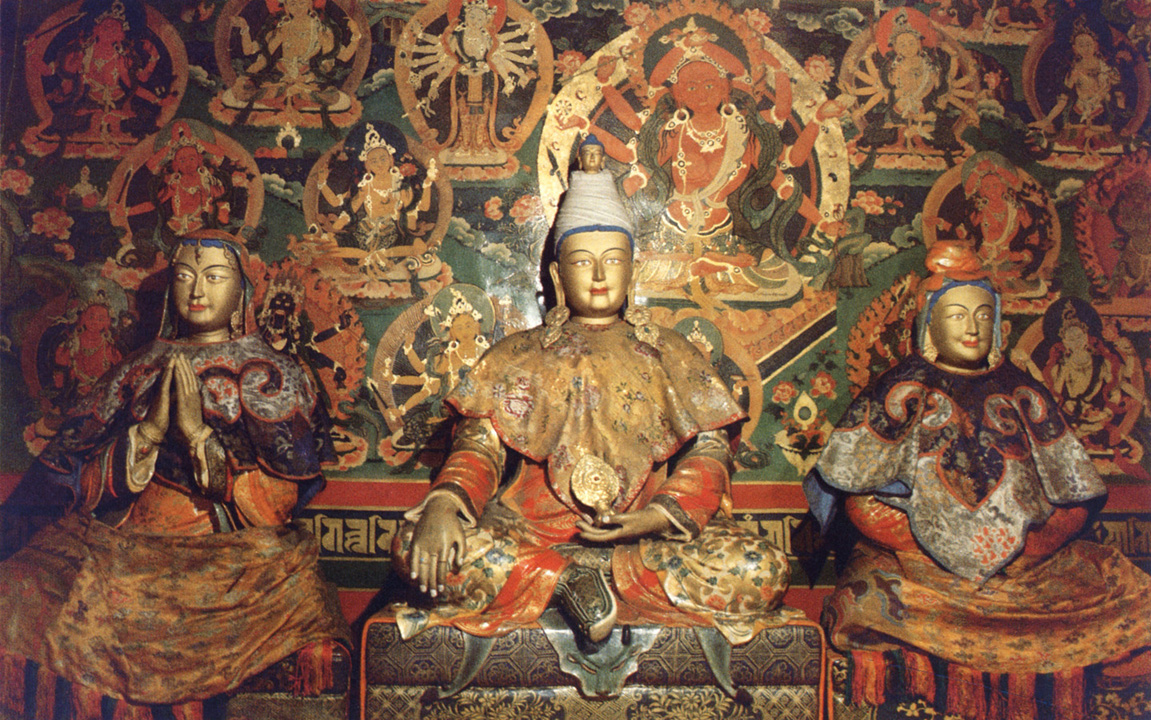
Songtsän Gampo, empereur du Tibet (au centre) Princesse Wencheng, chinoise (à droite) et Princesse Balmobza 'Khribtsun, népalaise (à gauche)

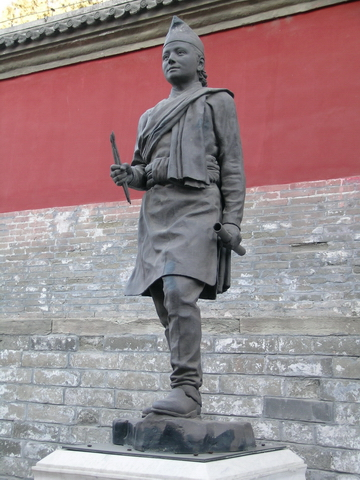
Statue d'Araniko au Temple Miaoying, à Pékin

La relation entre le Népal et le Tibet est vieille de plusieurs siècles, les peuples Sherpa, Gurung et Thakali du Népal partageant des liens linguistiques, culturels, conjugaux et ethniques étroits avec le peuple tibétain du Tibet. En 1950, date de l'absorption du Tibet par la Chine, les frontières entre le Tibet (désormais chinois) et le Népal sont régulées, ce qui affecte les relations entre ces peuples. l'influence du bouddhisme reste forte dans la vie quotidienne des Népalais vivant dans la région himalayenne. La monarchie bouddhiste du Royaume de Lo (Upper Mustang), qui faisait partie de l' Empire tibétain (629 – 877), devient népalaise en 1951, prend fin en 2008  La zone de Lo Manthang, cependant, reste encore presque fermée aux étrangers.
Vers 600–650 de notre ère, la princesse népalaise Bhrikuti (Bal-mo-bza 'Khri-btsun en tibétain) épouse Songtsän Gampo, le plus ancien empereur connu du Tibet,. La princesse Bhrikuti, dans le cadre de sa dot, apporte sûrement des reliques bouddhistes et des Thangkas au Tibet. C'est donc elle, d'après ce geste, qui fait du bouddhisme une religion royale au Tibet. Bhrikuti est souvent représentée sous le nom de Tara verte dans l' iconographie tibétaine. Le palais rouge (Mar-po-ri Pho-drang) sur Marpo Ri (montagne rouge) à Lhassa (ensuite reconstruit au XVIIe siècle en palais du Potala  de 13 étages sous Lobsang Gyatso, cinquième dalaï-lama) est érigé par des artisans newari selon les souhaits de la princesse. Elle commande aussi aux artisans le Tub-wang et d'autres statues à Samye, le premier gompa bouddhiste au Tibet. Un de ses artisans, Thro-wo, sculpte la statue vénérée de Chenresig (Avalokiteshvara), Thungji Chen-po rang-jung nga-ldan.
Sous la dynastie Tang (618-907), l'envoyé chinois Wang Xuance conduit une armée de Népalais et de Tibétains pour vaincre un usurpateur dans le royaume indien de Magadha. En 1260 de notre ère, pendant la dynastie Yuan, l'artisan népalais Araniko, sur décret de l'empereur chinois et mongol Kublai Khan, se rend à Shangdu et dirige la construction le stupa blanc du temple Miaoying à Pékin, plus grande structure de Pékin à cette époque. L’érection du stupa prend presque dix ans, de 1279 à 1288. Mieux connu sous le nom de White Dagoba, il est encore visible au XXIe siècle.

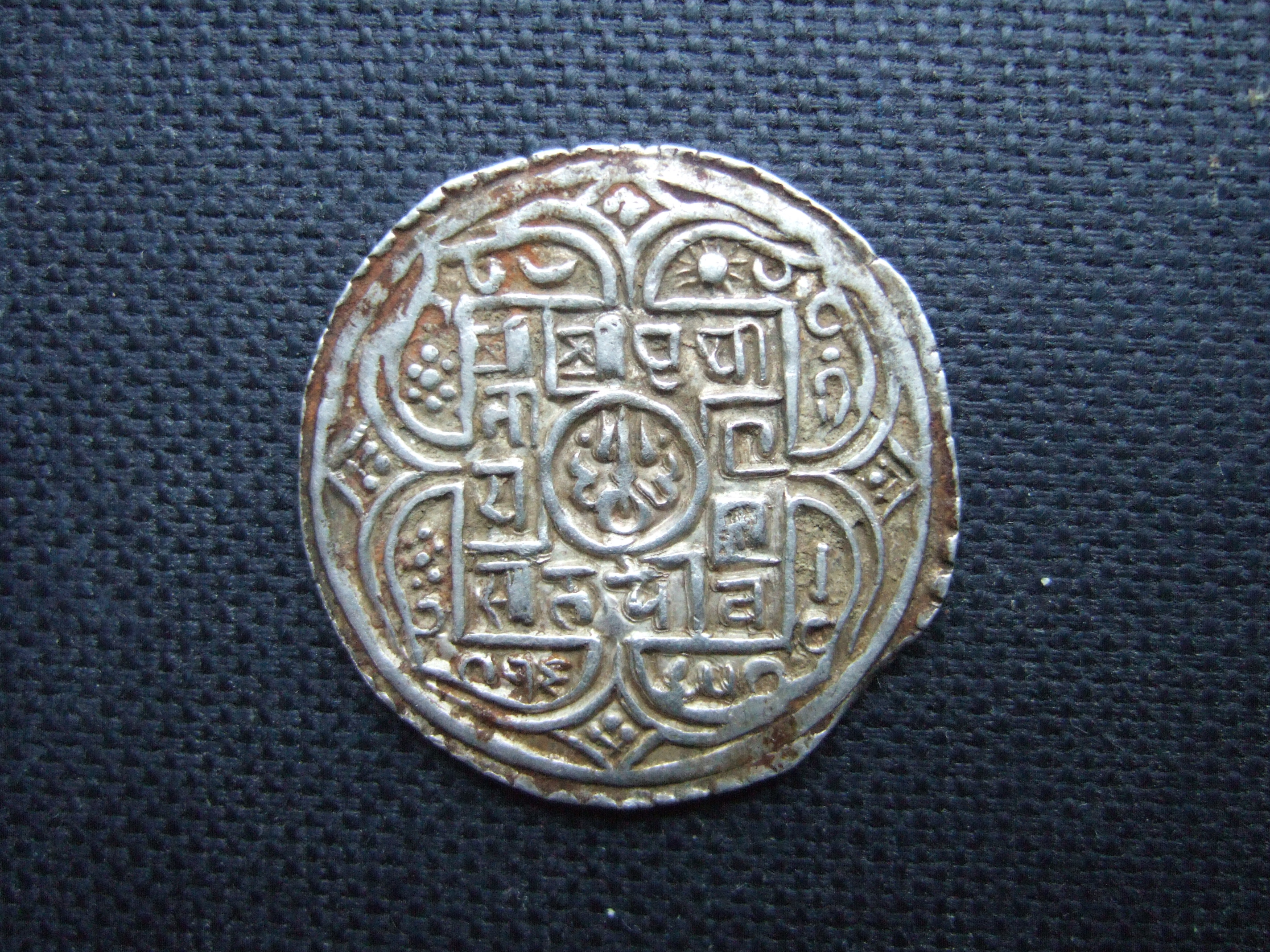
Mohar du roi Prithvi Narayan Shah daté de l' ère Saka 1685 (1763 apr. J.-C.)

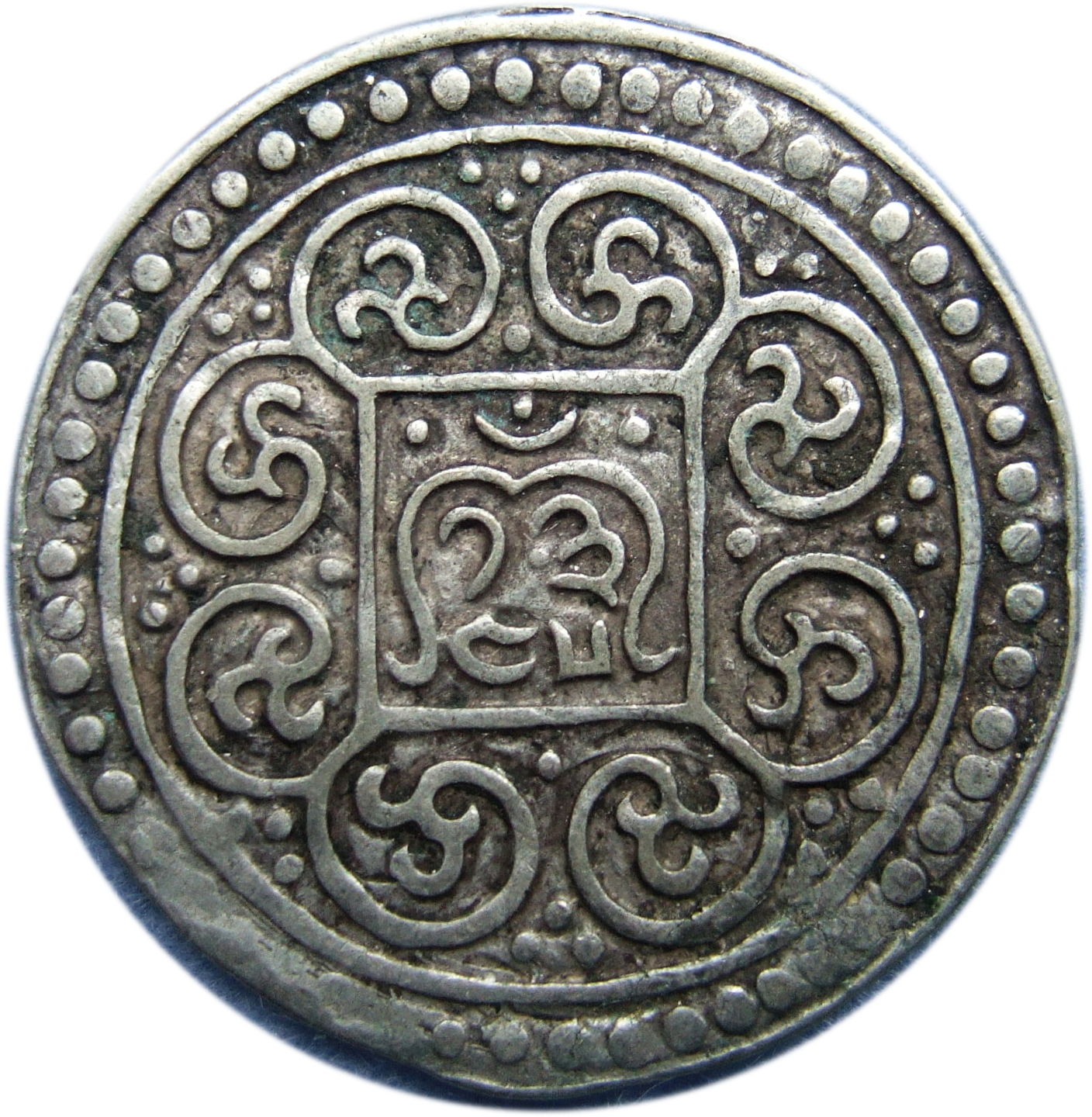
kong par tangka du 13-45 (= 1791 apr. J.-C.), avers

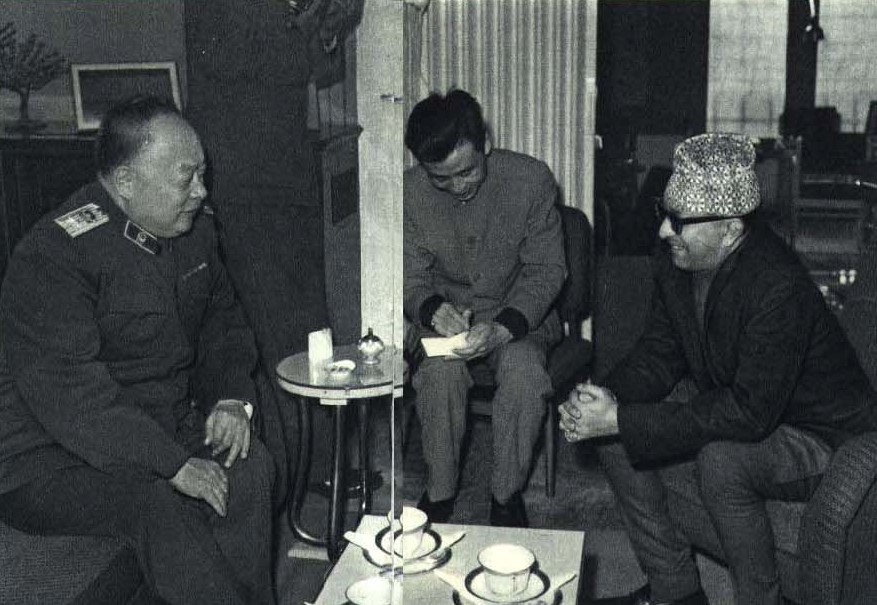
Le ministre chinois des Affaires étrangères Chen Yi rencontre le roi Mahendra en 1965.

En 1789, le gouvernement tibétain cesse l'utilisation des pièces de monnaie népalaises pour le commerce au Tibet. Les raisons données sont l'impureté du cuivre et des pièces d'argent frappées par le gouvernement népalais. La première guerre entre le Tibet et le Népal a ainsi lieu. Une victoire des forces Gorkha sur les Tibétains conduit le Lhassa Durbar à demander l'aide de l' empereur Qing à Pékin, ce qui provoque la première guerre sino-népalaise . Immédiatement après la guerre sino-népalaise (1789–1792), le Népal est contraint de signer le « Traité de Betrawati »  qui stipule que le gouvernement du Népal est tenu de payer une fois le tribut à la cour Qing à Pékin tous les cinq ans, après la défaite des forces Gurkha par l'armée Qing au Tibet.
Le « Traité de Betrawati » signé par le Népal et le Tibet le 2 octobre 1792 stipule qu'ils reconnaissent la suzeraineté de l'empereur Qing Jiaqing, et en outre, déclare que la cour Qing est dans l'obligation d'aider le Népal à se défendre contre toute agression extérieure. Cependant, pendant la guerre anglo-népalaise (1814-1816), l'empereur Qing refuse la demande du gouvernement népalais de fournir un soutien à son armée, et la défaite de cette dernière conduit à l'établissement de l' Empire britannique en Inde. Ensuite, le Népal a lance une politique d'équilibrage de l'influence de la Chine impériale et de l'Inde britannique. À travers la dixième mission quinquennale en Chine (1837), sous la direction de Chautariya Pushkar Shah, le gouvernement népalais demande de nouveau à la cour de l'empereur Daoguang d'envoyer des troupes ou une subvention de vingt millions de roupies pour s'opposer aux Britanniques. Cependant, la délégation népalaise se heurte à un refus de sa demande de soutien monétaire et est chargée par le tribunal Qing de cesser les nouvelles hostilités du Népal contre les Britanniques. Peu de temps après la défaite du Népal dans la guerre anglo-népalaise, à partir de 1840, le gouvernement tibétain cesse de nouveau d'utiliser les pièces népalaises pour le commerce.  Dans une tentative de préserver l'activité lucrative d'exportation de pièces de monnaie et les avantages commerciaux, le royaume népalais, sous la direction de Jung Bahadur Rana, envahit le Tibet en 1855, pendant la deuxième guerre entre Tibet et Népal et attaque le monastère de Tashilhunpo à Shigatse, alors maison du Panchen Lama. L'armée népalaise, en pleine invasion, reçoit l'ordre de quitter les territoires tibétains occupés par la Cour Qing, qui perd rapidement son emprise sur les territoires frontaliers en raison des troubles à l'intérieur de la Chine (hors Tibet). Le refus du Népal de rendre le contrôle du monastère de Tashilhunpo cause la deuxième guerre sino-népalaise qui aboutit à une impasse. Pour les Tibétains, la conséquence est le Traité de Thapathali le 24 mars 1856. Par le traité de Thapathali, le Népal s'engage à aider le Tibet en cas d'agression étrangère alors que les autorités tibétaines doivent payer au gouvernement népalais une somme de 10 000 roupies népalaises chaque année. De plus, le gouvernement népalais cesse de payer le tribut aux dirigeants de Pékin après avoir signé le Traité de Thapathali . En 1856, le retrait des forces népalaises des zones tibétaines adjacentes à la frontière entre le Tibet et le Népal permet à la cour Qing de mieux contrôler Lhassa et tout le Tibet. Peu de temps après le traité de Thapathali, la cour Qing publie un édit qui, entre autres dispositions, stipule l'introduction d'une nouvelle monnaie d'argent au Tibet, frappée au nom de l' empereur Qianlong, alors dirigeant de la Chine. Les pièces népalaises sont alors interdites au Tibet.
À la suite de la guerre anglo-népalaise (1814 - 1816), l'Empire britannique fait signer le traité inégal qu'est le Traité de Sugauli au Népal, lui permettant de recruter des Gurkhas pour le service militaire. À la fin du XIXe siècle, après la montée du Raj britannique en tant que puissance dominante, le Népal est utilisé pour soutenir son invasion du Tibet en 1908. En 1910, lorsque la Chine cherche à revendiquer le Tibet, le Népal prend parti pour le Tibet et la Grande-Bretagne. En 1911, lorsque le Tibet chasse l'armée chinoise, le Népal rompt le contact avec la Chine.

## À partir de 1950
En 1950, l'occupation militaire du Tibet par l' Armée populaire de libération soulève la question de la sécurité et de l'intégrité territoriale au Népal. Il développe alors des relations économiques et militaires avec l'Inde,,. La Chine ordonne des restrictions à l'entrée des pèlerins népalais et aux contacts avec le Tibet. Le Traité de paix et d'amitié indo-népalais de 1950 (traité inégal établit sous l'Empire britannique) établit une relation indo-népalaise étroite en matière de commerce et de relations extérieures. Pourtant, les Népalais le perçoivent mal, le considérant comme un empiétement de la souveraineté népalaise et une extension indésirable de l'influence indienne. Le déploiement d'une mission militaire indienne au Népal dans les années 1950 et la migration sans relâche de millions d'Indiens bihari dans la région du Terai au Népal accroissent ces inquiétudes.
En 1955, le Népal rétablit ses relations diplomatiques avec la République populaire de Chine et échange des ambassadeurs résidents en 1960. En 1956, les deux nations signent un nouveau traité mettant fin au traité de Thapathali de 1856. Le Népal reconnaît le Tibet comme faisant partie de la Chine. En 1960, le Népal et la Chine signent un accord de règlement des frontières et un « Traité sino-népalais de paix et d'amitié ». Le Népal soutient également le changement de siège de la Chine aux Nations unies (de la République de Chine (Taïwan) à la République populaire de Chine). En 1961, le Népal et la Chine décident de construire une route reliant la capitale népalaise Katmandou au Tibet. Pendant la guerre sino-indienne de 1962, bien que le Népal maintienne ouvertement la neutralité, le gouvernement du Népal accepte secrètement la demande du gouvernement indien d'autoriser les troupes indiennes à établir 18 postes d'observation frontaliers le long de la frontière sino-népalaise. Après la guerre, l'armée indienne se retire de tous les postes d'observation frontaliers sauf un. L'Inde maintient toujours une présence militaire dans le territoire de Kalapani qui partage sa frontière avec le Népal. À partir de 1990, les gouvernements ultérieurs du Népal exhorte l'Inde à retirer ses troupes de la région de Kalapani, la guerre ayant pris fin un demi-siècle avant. En 2020, le gouvernement indien n'a pas répondu à la demande du Népal.

## Abolition de la monarchie au Népal
À suite de la guerre civile népalaise (1996 — 2006), la monarchie du Népal, prend fin avec les élections constituantes népalaises de 2008, constituant une démocratie parlementaire. L’élection, supervisée par l'ONU à la demande des différents partis, place au pouvoir le Parti communiste unifié du Népal (maoïste).
En mars 2016, le premier ministre Khadga Prasad Sharma Oli, visite la Chine et y signe différents accords dont le traité d'échange et de transit (anglais : trade and transit treaty). En mai 2017, sous le gouvernement de coalition centriste, Congrès népalais-Maoïste, le Népal s'intègre au projet chinois de la Nouvelle route de la soie.

## Loi sur la sécurité nationale de Hong Kong
En juin 2020, le Népal est l'un des 53 pays à soutenir la loi sur la sécurité nationale de Hong Kong aux Nations unies.

## Relations économiques et stratégiques
À la fin des années 1970, après l'adhésion du Royaume du Sikkim en Inde, le roi Birendra du Népal propose que le Népal soit une «zone de paix» entre l'Inde et la Chine. Dans les années 1980, le Népal importe des armes chinoises,,. Lorsque les États-Unis, le Royaume-Uni et l'Inde refusent de fournir des armes au régime du roi Gyanendra du Népal, qui avait assumé le pouvoir direct de réprimer l'insurrection maoïste pendant la guerre civile au Népal (1996-2006), la Chine envoie des armes au Népal, malgré l'affinité idéologique des maoïstes avec la Chine,. Après le processus de paix et les élections constituantes nationales au Népal en 2008, le nouveau gouvernement dirigé par les maoïstes  annonce son intention de supprimer le traité de 1950 entre le Népal et l'Inde, ce qui renforce les liens entre le Népal et la Chine,.

## Conflits territoriaux
En 1930, Mao Zedong publie la version originale de La Révolution chinoise et du Parti communiste, où il est écrit que « les frontières correctes de la Chine incluraient la Birmanie, le Bhoutan et le Népal ». Selon sa théorie des cinq doigts du Tibet, le Tibet est la paume droite de la Chine et le Ladakh, le Népal, le Sikkim, le Bhoutan et le NEFA (Arunachal Pradesh), les cinq doigts attachés à cette paume.
En novembre 2019, le Département des enquêtes du Népal signale un empiétement chinois sur 36 hectares dans quatre districts du Népal (Sankhuwasabha, Rasuwa, Sindhupalchowk et Humla). Selon son rapport, il existe un risque supplémentaire de perdre plusieurs centaines d'hectares de terres,. Un document du ministère de l'Agriculture du Népal fait état de projets massifs de développement routier dans la région autonome du Tibet. Leurs conséquences sont le changement de Cap des fleuves Sumjung, Kam Khola et Arun et l'extension de la frontière de la Chine dans les territoires du nord du Népal. Ce document avertit qu'un plus grand nombre de terres népalaises seraient rempiétées par les chinois si les fleuves continuent de changer de cap. Il déclare aussi que la Chine pourrait mettre en place un poste d'observation des frontières de la police armée et envahir ces territoires,. En mai 2020, les médias chinois, appelant le mont Everest (connu au Népal sous le nom de Sagarmatha)  mont Qomolangma, le revendiquent comme faisant partie du territoire chinois, provoquant l'indignation des citoyens népalais. Or, en 1961, le roi Mahendra, alors dirigeant du Népal, avait annoncé que le mont Everest était népalais  Les chefs de l'opposition critiquent le Premier ministre népalais Oli pour ne pas avoir soulevé la question de la frontière sino-népalaise.
En septembre 2020, les médias népalais rapportent qu'un pilier frontalier du district de Humla, au Népal, manque et que la Chine a construit onze bâtiments à deux kilomètres à l'intérieur du territoire népalais. Les habitants ayant soulevé la question, le chef de district du Népal fait une inspection. Des responsables de la sécurité chinois lui disent alors que les bâtiments se trouvent sur le territoire chinois, et que celui-ci s'étend à un kilomètre plus au Sud des bâtiments,.

## Traités
Le 22 mars 2016, le Népal et la Chine signent un traité de commerce de transit et neuf autres pactes.
Le Traité Népal-Chine 2016 soulève les points suivants :
1. Le Népal utilise le port maritime chinois.
2. L'accord de transport en transit est à revoir tous les 10 ans.
3. La Chine doit construire un aéroport international régional à Pokhara.
4. La Chine et le Népal explorent les possibilités de signer un accord bilatéral de libre-échange.
5. La Chine étudie la possibilité de trouver des réserves de pétrole et de gaz au Népal.
6. La Chine fournira un soutien économique et technique au Népal pour la mise en œuvre du projet sur l'aéroport de Pokhara.
7. La Chine va distribue des panneaux solaires dans les zones rurales du Népal en faisant appel à son Fonds pour le climat.
8. La Chine construit, gère et entretient le pont de la rivière frontière Xiarwa à Hilsa, Humla.
9. Le Népal et la Chine renforcent le système de propriété intellectuelle dans les deux pays.
10. Le Népal et la Chine vont étendent leur coopération et échangent des informations sur la réglementation bancaire.

## Transports
En aout 2007, la Chine commence la construction d'un chemin de fer de 770 kilomètres reliant la capitale tibétaine de Lhassa à la ville frontalière népalaise de Khasa, et le Népal au réseau ferroviaire national plus large de la Chine. Lors d'une réunion entre des responsables chinois et népalais le 25 avril 2008, la délégation chinoise annonce son intention d'étendre le chemin de fer Qingzang jusqu'à Zhangmu (en népalais: Khasa) à la frontière népalaise. Cette extension était demandée par le Népal pour accroître le commerce. À l'occasion de la visite du Premier ministre népalais en Chine, il est signalé que la construction termine en 2020. La section Lhassa-Shigatsé ouvre en août 2014.
En juin 2018, la Chine et le Népal annoncent un accord pour relier Xigazê, la région autonome du Tibet à Katmandou, par un nouveau chemin de fer.
En septembre 2018, le ministre népalais du commerce, annonce que la Chine accorda au Népal l'accès aux ports de Tianjin, Shenzhen, Lianyungang, et Zhanjiang, ainsi que les ports terrestres de Lanzhou, Lhassa, et Xigatse. L'accès des népalais aux ports chinois réduit la dépendance à l'inde pour le commerce, que le blocus népalais de 2015 avait mise en évidence.

## Lecture complémentaire
- Matteo Miele, British Diplomatic Views on Nepal and the Final Stage of the Ch'ing Empire (1910-1911), Prague Papers on the History of International Relations, Faculty of Arts Press, Charles University, Prague, 1, 2017, pp. 90–101